# Lemniscus

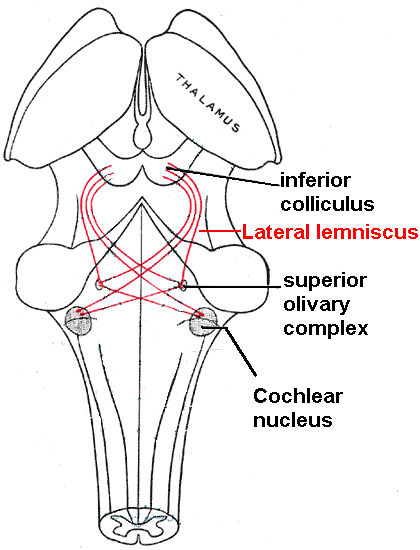
Leminiscus lateralis

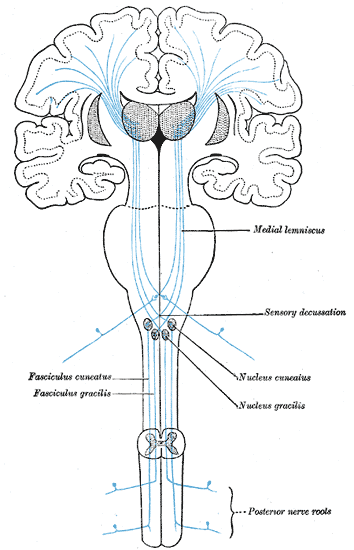
Leminiscus medialis

Lemniscus (lat. stužka) je svazek sekundárních sensorických nervů v mozkovém kmeni, které vedou do diencefalonu. Lemniscus lateralis je vlákno, které je součástí sluchové dráhy a vedou kraniálně ke colliculi inferiores a corpus geniculatum mediale. Je uložen laterálně od lemniscus medialis, které přenáší podněty tlaku, dotyku a diskriminačního čití.